# Lothar Brandes
Lothar Brandes (* 2. November 1926 in Köln; † 20. März 2011) war ein deutscher Maler.

## Leben und Werk
Als Autodidakt widmete er sich als überwiegend maritimen Motiven und modernen Hochseeyachten. Bevorzugte Farben sind Acryl, Öl und Lacke. Brandes lebte und arbeitete in Köln. Von Beruf war er Zahnarzt.